# Златоустовка
Златоусто́вка (рос. Златоустовка, башк. Златоустовка) — присілок у складі Федоровського району Башкортостану, Росія. Входить до складу Бала-Четирманської сільської ради.
Населення — 279 осіб (2010; 286 в 2002).
Національний склад:
- росіяни — 53%
- башкири — 28%